# もぎたて!北海道
『もぎたて!北海道』（もぎたて ほっかいどう）は、NHKラジオ第1放送の番組である。

## 概要
2008年、北海道で洞爺湖サミットが開催されたのを記念して企画された番組である。2008年4月1日放送開始。NHK札幌放送局をキーステーションに、北海道内各地の放送局との連携を深めて、北海道の魅力を全国に伝えていく。

## 放送日時
2008年度
ラジオ第1　原則毎月第1火曜 21:05 - 21:30
2009年度
ラジオ第1　水曜 21:30 - 21:55（5週おきに1回放送）
2010年度以後
ラジオ第1　原則毎月第1水曜 21:30 - 21:55
※北海道地方の総合テレビでは放送日の1週間ほど前から30秒の予告CMが放送され、現地で録音取材した様子とスタジオの収録の様子が放送される。また、放送日当日は『つながる@きたカフェ』でも予告を兼ねて現地で録音取材した様子とスタジオの収録の様子が放送される。
2014年4月から新番組「ミュージック・イン・ブック」（平成26年度国内放送番組編成参照）を編成するのに伴い、水曜日に放送した地方局制作全国ネット番組を終了するのに伴い2014年3月5日の放送分を持って終了となった。

## 出演者
- 三代目神田山陽（大空町出身、現役同町民）
- NHK道内各放送局のアナウンサー・レポーター（月替わり）